# Dűne-univerzum
A Dűne-univerzum Frank Herbert nagy sikerű sci-fi sorozatának kitalált világa, melyet alaposan átszőnek pszichológiai, ökológiai, politikai és szociológiai jegyek. Az első Dűne-könyv 1965-ben jelent meg, amit a szerző 1986-ban bekövetkezett haláláig további öt kötet követett. 1984-ben az első könyv története alapján filmadaptáció készült David Lynch rendezésében Dűne címmel. A könyvsorozatot később a szerző fia, Brian Herbert valamint szerzőtársa Kevin J. Anderson bővítette egy előzménytrilógiával, amely a történetben szereplő három nemesi családról szól.
Az első könyv története alapján 2021-ben újabb feldolgozást mutattak be Dűne (eredeti cím: Dune: Part One) címmel, melynek folytatása 2024-ben jelent meg.

## Kötetek

### Az eredeti sorozat
- A Dűne (1965)
- A Dűne messiása (1969)
- A Dűne gyermekei (1976)
- A Dűne istencsászára (1981)
- A Dűne eretnekei (1984)
- A Dűne Káptalanház (1985)

### Előjáték a Dűnéhez-trilógia
A klasszikus sorozathoz fia, Brian Herbert és írótársa, Kevin J. Anderson készített egy előzményciklust. A korábbi rajongók körében nem aratott osztatlan sikert, ellenben megnyitotta a kaput a rajongók egy új generációja előtt.[forrás?] A trilógiát szokták Ház-trilógia címen is emlegetni.
- A Dűne: Az Atreides-ház (1999)
- A Dűne: A Harkonnen-ház (2000)
- A Dűne: A Corrino-ház (2001)

### A Dűne legendái
A Ház-trilógiát jegyző szerzőpáros újabb művekkel bővítette a Dűne-univerzumot. E három könyv (amelyek az alaptörténet még korábbi előzményeit mesélik el) megítélése vitatott, mivel jellegük már erősen eltér a Frank Herbert által írt eredeti művektől.
- A Dűne: A Butleri Dzsihad (2002)
- A Dűne: A gépirtó hadjárat (2003)
- A Dűne: A corrini csata (2004)

### A Dűne-ciklus befejezése
Frank Herbert jegyzetei alapján készült el a Dűne sorozat befejező része két kötetben Brian Herbert és Kevin J. Anderson munkája nyomán.
- A Dűne vadászai (2006)
- A Dűne homokférgei (2007)

### A Dűne hősei-sorozat
A hetedik és nyolcadik regény befejezése után a szerzőpáros újabb, Frank Herbert eredeti regényeinek ideje között játszódó regényt kezdett el írni:
- A Dűne fia, Paul (2008)
- A Dűne szelei (2009)

### Great Schools of Dune-sorozat
A Dűne hősei sorozat után kezdték írni a Great Schools of Dune-t, amely kronológiailag a Dűne legendái és az Előjáték a Dűnéhez között helyezkedik el. Eddig két kötete jelent meg, de Brian Hertbert és Kevin J. Anderson trilógiát terveznek írni.
- Sisterhood of Dune (2012)
- Mentats of Dune (2014)
- Navigators of Dune (2016)

### Caladan trilógia
2020-ban újabb trilógia megírásába fogott bele a Brian Herbert és Kevin J. Anderson szerző páros, mely közvetlen előzménye a Dűnének és az Atreides család egyes tagjaira fókuszál, mint Letó, Jessica és Paul.
- Dűne: Caladan hercege (2021)
- Dűne: Caladan úrnője (2022)
- Dűne: Caladan örököse (2024)

### Novellák
Frank Herbert
- A Dűne ösvényei (1985)

Brian Herbert/Kevin J. Anderson
- A Caladan tengereinek suttogása (2001)
- Vadászat a Harkonnenekre (2002)
- Ostorozó mek (2003)
- Egy mártír arcai (2004)
- Sea Child (2006)
- Treasure in the Sand (2006)

## A művek sorrendje a történet kronológiája szerint
| A mű címe                                  | A mű szerzője                    | Megjelenés | Liga időszámítás (hozzávetőlegesen) | Megjegyzés                                                         |
| ------------------------------------------ | -------------------------------- | ---------- | ----------------------------------- | ------------------------------------------------------------------ |
| Vadászat a Harkonnenekre                   | Brian Herbert, Kevin J. Anderson | 2002       | L.e. 217                            | novella                                                            |
| A Butleri Dzsihad                          | Brian Herbert, Kevin J. Anderson | 2002       | L.e. 203-201                        | A Dűne legendái trilógia                                           |
| Ostorozó mek                               | Brian Herbert, Kevin J. Anderson | 2003       | L.e. 194 után                       | novella                                                            |
| A gépirtó hadjárat                         | Brian Herbert, Kevin J. Anderson | 2003       | L.e. 177-164                        | A Dűne legendái trilógia                                           |
| Egy mártír arcai                           | Brian Herbert, Kevin J. Anderson | 2004       | L.e. 108 előtt                      | novella                                                            |
| A corrini csata                            | Brian Herbert, Kevin J. Anderson | 2003       | L.e. 108 és 88                      | A Dűne legendái trilógia                                           |
| Sisterhood of Dune                         | Brian Herbert, Kevin J. Anderson | 2012       |                                     | Great Schools of Dune-sorozat                                      |
| Mentats of Dune                            | Brian Herbert, Kevin J. Anderson | 2014       |                                     | Great Schools of Dune-sorozat                                      |
| Navigators of Dune                         | Brian Herbert, Kevin J. Anderson | 2016       |                                     | Great Schools of Dune-sorozat                                      |
| Az Atreides-ház                            | Brian Herbert, Kevin J. Anderson | 1999       | L. sz. 10 153-10 156                | Előjáték a Dűnéhez-trilógia                                        |
| A Harkonnen-ház                            | Brian Herbert, Kevin J. Anderson | 2000       | L. sz. 10 166-10 174                | Előjáték a Dűnéhez-trilógia                                        |
| A Corrino-ház                              | Brian Herbert, Kevin J. Anderson | 2001       | L. sz. 10 175                       | Előjáték a Dűnéhez-trilógia                                        |
| A Dűne fia, Paul II., IV. és VI. rész      | Brian Herbert, Kevin J. Anderson | 2008       | L. sz. 10 187                       | A Dűne hősei-sorozat                                               |
| A Dűne szelei II. rész                     | Brian Herbert, Kevin J. Anderson | 2009       | L. sz. 10 188                       | A Dűne hősei-sorozat                                               |
| A Dűne                                     | Frank Herbert                    | 1965       | L. sz. 10 190-10 193                | Az eredeti, Frank Herbert által írt Dűne-regénysorozat első könyve |
| A Caladan tengereinek suttogása            | Brian Herbert, Kevin J. Anderson | 2001       | L. sz. 10 191                       | novella, A Dűne történései alatt                                   |
| A Dűne fia, Paul I., III., V. és VII. rész | Brian Herbert, Kevin J. Anderson | 2008       | L. sz. 10 194-10 198                | A Dűne hősei-sorozat                                               |
| A Dűne szelei IV. rész                     | Brian Herbert, Kevin J. Anderson | 2009       | L. sz. 10 200                       | A Dűne hősei-sorozat                                               |
| A Dűne messiása                            | Frank Herbert                    | 1969       | L. sz. 10 206-10 207                | Az eredeti, Frank Herbert által írt Dűne-regénysorozat             |
| A Dűne szelei I., III. és V. rész          | Brian Herbert, Kevin J. Anderson | 2009       | L. sz. 10 207                       | A Dűne hősei-sorozat                                               |
| A Dűne gyermekei                           | Frank Herbert                    | 1976       | L. sz. 10 216-10 217                | Az eredeti, Frank Herbert által írt Dűne-regénysorozat             |
| A Dűne istencsászára                       | Frank Herbert                    | 1981       | L. sz. 13 725                       | Az eredeti, Frank Herbert által írt Dűne-regénysorozat             |
| A Dűne eretnekei                           | Frank Herbert                    | 1984       | L. sz. 15 225-15 229                | Az eredeti, Frank Herbert által írt Dűne-regénysorozat             |
| A Dűne Káptalanház                         | Frank Herbert                    | 1985       | L. sz. 15 230 és 15 240             | Az eredeti, Frank Herbert által írt Dűne-regénysorozat             |
| Sea Child                                  | Brian Herbert, Kevin J. Anderson | 2006       |                                     | novella, A Dűne Káptalanház ideje alatt                            |
| A Dűne vadászai                            | Brian Herbert, Kevin J. Anderson | 2006       | L. sz. 15 243-15 259                | A Dűne-ciklus befejezése részben Frank Herbert jegyzetei alapján   |
| Treasure in the Sand                       | Brian Herbert, Kevin J. Anderson | 2006       | L. sz. 15 259 és 15 263 között      |                                                                    |
| A Dűne homokférgei                         | Brian Herbert, Kevin J. Anderson | 2007       | L. sz. 15 263-15 264                | A Dűne-ciklus befejezése részben Frank Herbert jegyzetei alapján   |

L.e. = Liga előtt, L. sz. = Liga szerint

## Magyar kiadások
A Dűne első 1987-es magyar nyelvű kiadása óta a sorozat különböző kötetei számos kiadást megéltek Magyarországon, s számos fordító dolgozott a különböző regényeken. Ennek következtében a különböző kötetek különböző terminológiát használtak, ezért a Szukits Kiadó 2000-től, A Dűne: Az Atreides-ház magyar nyelvű megjelenésétől dr. Torkos Attila egységes szaklektorálásában és egységes keményfedeles formátumban ismételten kiadta a sorozat köteteit.
|                                   | Korábbi kiadások | Egységesített kiadások                                                                             |
| --------------------------------- | --- | -------------------------------------------------------------------------------------------------- |
| A Dűne (1965)                     | fordító: Békés András | fordító: Békés András                                                                              |
| A Dűne (1965)                     | 1987: Kozmosz (két kötet) ISBN 963-211-767-0 (ö) ISBN 963-211-765-4 ISBN 963-211-766-2 1987: VGYOSZ (két kazetta, hangoskönyv) felolvas: Dombóvári Ferenc 1997: Szukits (három kötet) ISBN 963-9020-34-6 (ö) ISBN 963-9020-40-0 ISBN 963-9020-54-0 | 2003, 2008: Szukits ISBN 963-9441-81-3                                                             |
| A Dűne messiása (1969)            | fordító: Gáspár András 1992: Valhalla Páholy (Dűne messiása címen) ISBN 963-7632-03-4 1993: VGYOSZ (hangoskönyv) felolvas: Nagy Péter | fordító: Gáspár András 2001, 2005: Szukits fordító: Galamb Zoltán 2008: Szukits ISBN 963-9344-85-0 |
| A Dűne gyermekei (1976)           | fordító: Kornya Zsolt | fordító: Kornya Zsolt                                                                              |
| A Dűne gyermekei (1976)           | 1993: Valhalla Páholy (Dűne gyermekei címen) ISBN 963-7632-29-8 | 2002, 2005: Szukits ISBN 963-9441-30-9                                                             |
| A Dűne istencsászára (1981)       | fordító: Hoppán Eszter | fordító: Hoppán Eszter                                                                             |
| A Dűne istencsászára (1981)       | 1994: Valhalla Páholy (Dűne Isten-császára címen) ISBN 963-8353-14-7 | 2004, 2005: Szukits ISBN 963-497-052-4                                                             |
| A Dűne eretnekei (1984)           | fordító: Hoppán Eszter | fordító: Hoppán Eszter                                                                             |
| A Dűne eretnekei (1984)           | 1994: Valhalla Páholy (Dűne eretnekei címen) ISBN 963-8353-48-1 | 2005, 2008: Szukits ISBN 963-497-107-5                                                             |
| A Dűne Káptalanház (1985)         | fordító: Hoppán Eszter | fordító: Hoppán Eszter                                                                             |
| A Dűne Káptalanház (1985)         | 1995: Valhalla Páholy (Dűne: Káptalanház címen) ISBN 963-8353-72-4 | 2006, 2008: Szukits ISBN 963-497-128-8                                                             |
| A Dűne: Az Atreides-ház (1999)    | | fordító: Mohácsi Enikő 2000, 2001, 2002, 2007: Szukits ISBN 963-9278-53-X                          |
| A Dűne: A Harkonnen-ház (2000)    | | fordító: Mohácsi Enikő 2001, 2002, 2007: Szukits ISBN 963-9393-34-7                                |
| A Dűne: A Corrino-ház (2001)      | | fordító: Mohácsi Enikő 2002, 2008: Szukits ISBN 963-9441-31-7                                      |
| A Dűne: A Butleri Dzsihad (2002)  | | fordító: Galamb Zoltán 2003: Szukits ISBN 963-497-007-9                                            |
| A Dűne: A gépirtó hadjárat (2003) | | fordító: Galamb Zoltán 2004: Szukits ISBN 963-497-063-X                                            |
| A Dűne: A corrini csata (2004)    | | fordító: Galamb Zoltán 2005: Szukits ISBN 963-497-096-6                                            |
| A Dűne ösvényei (2005)            | | fordító: Galamb Zoltán 2009: Szukits ISBN 978-963-497-191-7                                        |
| A Dűne vadászai (2006)            | | fordító: Galamb Zoltán 2006: Szukits ISBN 963-497-129-6                                            |
| A Dűne homokférgei (2007)         | | fordító: Galamb Zoltán 2008: Szukits ISBN 978-963-497-174-0                                        |
| A Dűne fia, Paul (2008)           | | fordító: Galamb Zoltán 2011: Szukits ISBN 978-963-497-216-7                                        |
| A Dűne szelei (2009)              | | fordító: Galamb Zoltán 2012: Szukits ISBN 978-963-497-267-9                                        |

## Adaptációk

### 1984-es mozifilm
A Dűnét először A majmok bolygója producere, Arthur P. Jacobs szerette volna filmre vinni. A jogokat pár év huzavona után eladta egy európai konzorciumnak, akik Alejandro Jodorowskyt kérték fel rendezőnek. Neki is látott az előkészületeknek, és stábjában olyan hírességek tűntek volna fel, mint Salvador Dalí IV. Padishah Shaddam császár szerepében, vagy Orson Welles Harkonnen báróként. A látványtervek H. R. Giger készítette volna, akit később az Alien filmek látványtervezőjeként ismert meg a világ. A jelmezeket Moebius (Szárnyas fejvadász, A mélység titka, Tron, Az ötödik elem) tervezte volna, és az effektekért Dan O'Bannon lett volna felelős, aki később megírta az Alien-t. Az űrhajókhoz Chriss Foss készített terveket, a film zenéjéhez pedig a Pink Floyd-ot kérték fel.
1980-ban Dino De Laurentiis-hoz kerültek a jogok, és minden a feje tetejére állt. Először felkérte Ridley Scott-ot a rendezésre, majd később David Lynchet. Ez utóbbival készült el 1984-re az első Dűne mozifilm.
A film „borzalmasan rossz, és lenyűgözően briliáns”. Ez a két ellentmondó vélemény szokott felmerülni azokban, akik látták a filmet. Gyakran egyszerre teljesül e két végletes vélemény. A film látványvilága és hangulata lenyűgöző. Az atmoszférateremtő zenét a Toto zenekar készítette. A színészek tökéletesek, mégis, úgy tűnik, Lynch nem bízott meg bennük, amikor gyakran ahhoz a módszerhez folyamodott, hogy narrációként kimondatja a szereplőkkel saját gondolataikat. Ez sokak szerint zavaró és felesleges is. A regény bonyolult cselekményfonala nem fért el filmben, emiatt a könyvet nem ismerők számára bizonyos események a filmben nem világosak. A film főként Franciaországban volt sikeres.

### Televíziós sorozatok
2000-ben újra megpróbálkoztak a könyv megfilmesítésével. John Harrison író-rendező az amerikai Sci-fi Channel gondozásában háromrészes tévésorozatot forgatott az első Dűne-könyvből. Látványban és zenében is próbáltak hűek maradni az 1984-es Lynch-féle filmhez, ugyanakkor újat is nyújtottak. Itt a karakterek és a történet mélységei dominálnak, és a háromszor másfél órás játékidő is lehetőséget adott arra, hogy minél több kerüljön át a könyvből a képernyőre. A gárda többnyire ismeretlen, de kiváló színészekből állt össze, köztük egy húzónévvel, William Hurt-tel, aki Leto Atreides herceget alakítja. A sorozat már nagyságrendekkel jobban sikerült, mint a film, és valódi siker lett a rajongók körében.
John Harrison íróként 2003-ban újra visszatért a Dűnéhez. Újabb háromrészes tévésorozatot készített A Dűne gyermekei címmel. Az első epizód valójában a Dűne Messiása adaptációja, míg csak a további két rész az, mely a címadó könyv feldolgozását takarja. A három évvel korábbi sorozat magasra tette a mércét, és egy új rendezővel, Greg Yaitanesszel sikerült is átugorni a lécet. Még jobb történetvezetés, még jobb látvány, még jobb zene. A színészgárda egy-két kivétellel újból összeállt, és egy újabb húzónévvel, Susan Sarandonnal gyarapodott. A sorozat ismét zajos sikert aratott, és a rajongók már várják a folytatást.

### 2021-es mozifilm
A filmet Denis Villeneuve rendezte, Frank Herbert 1965-ös azonos című regénye alapján. A forgatókönyvet Jon Spaihts, Denis Villeneuve és Eric Roth írta. A főszerepben Timothée Chalamet, Zendaya, Rebecca Ferguson, Oscar Isaac, Josh Brolin és Stellan Skarsgård láthatók. A zeneszerző Hans Zimmer. A film gyártója a Legendary Pictures, forgalmazója a Warner Bros. Pictures.

### 2024-es mozifilm
A filmet Denis Villeneuve rendezte, aki a forgatókönyvet Jon Spaihts-szal közösen írta.

## Díjak, elismerések
- Az első Dűne könyv (1965) a Nebula-díj első díjazottja volt „a legjobb regény” kategóriában.[7]
- Megkapta az 1966-os Hugo-díjat „a legjobb regény” kategóriában.[8]

## Érdekességek
- A Dűne annyira vaskos és bonyolult könyv volt, hogy tizenhat kiadó utasította vissza, mielőtt megjelent volna.[9] Más források szerint 23 kiadó.[10]
- A könyvet elsőként kiadó Chilton Books akkoriban főleg a gépjármű-karbantartási könyveiről volt ismert, így számukra nem volt szokatlan vaskos művek kiadása.[10]
- Frank Herbert a Dűne megírásakor számtalan létező földi kultúrkincs nevét és fogalmát vette alapul és merített ihletet a sci-fi regényének képzet világának megírásakor. Íme néhány példa:
  - A dzsihád, a Muad'Dib (mu’addib-tanító), Mahdi (messiás) arab kultúrához tartozó fogalmak.
  - A Kwisatz Haderach fogalmát valószínűleg a héber kifejezés a "Kefitzat Haderech" nyomán alkotta meg.
  - A kriszkés egy indonéz spirituális fegyver.
  - Padisah az iráni és török kultúra hatása alatt álló muzulmán országokban az uralkodó neve mellett álló cím.
  - Landsraad (Landsråd) a skandináv nyelvekben használatos.[11]
  - Bene Gesserit latin eredetű kifejezés, nagyjából úgy fordítható, hogy "Jól fog viselkedni". Az angolszász jogrendszerben létező kifejezés volt a "Quam diu se bene Gesserint" (amíg megfelelően viselkedik).
- A Dűnéből fennmarad antikvár példányoknál meglehetősen nehéz megállapítani, melyik volt az első kiadás. Ugyanis a Chilton kiadó (és esetenként más is) éveken keresztül kiadott Dűne könyveit „first edition” jelzéssel látta el és nem minden esetekben jelezte utalással, hogy hányadik utánnyomás (printing) az adott könyv. Mintegy öt,  „first edition” jelzéssel ellátott utánnyomásról tudnak szakmai körökben, amely nagyjából kétévente jelent meg. Ma több ismertetőjel alapján állapítható meg, melyik könyv valóban első kiadás. Például: csak az első két nyomásnál volt a keményborító kék, a többinél piros színű volt. Illetve: az első két nyomásról hiányzott az ISBN szám is. Csak az első nyomás esetén volt az utolsó lap (a keményborítón belül) szürke.[12]
- A Chilton kiadó által kiadott első kilenc kiadásnál a fejezet címeknél hibásan szerepelt a Muad'Dib név, helyett Maud'Dib volt.